# Strophocerus striolata
Strophocerus striolata är en fjärilsart som beskrevs av Paul Dognin 1909. Strophocerus striolata ingår i släktet Strophocerus och familjen tandspinnare. Inga underarter finns listade i Catalogue of Life.